# Нанук (река, остров Врангеля)
Нану́к — река в России, на острове Врангеля. Протекает по территории Иультинского района Чукотского автономного округа. Длина реки — 15 км. Глубины не превышают 8 м.
Названа в 1911 году по имени шхуны, участвовавшей в арктической экспедиции канадского исследователя В. Стефансона. В свою очередь судно было названо эскимосским словом нанук — «белый медведь».
Берёт начало у восточного подножия горы Нанук массива Безымянных гор, впадает в Восточно-Сибирское море.
Питание реки в основном снеговое. Имеет небольшой левый приток (на высоте 94 м нум).